# یواس‌اس واندرر (اس‌پی-۱۳۲)
یواس‌اس واندرر (اس‌پی-۱۳۲) (به انگلیسی: USS Wanderer (SP-132)) یک کشتی بود که طول آن ۱۹۷ فوت ۰ اینچ (۶۰٫۰۵ متر) بود. این کشتی در سال ۱۸۹۷ ساخته شد.